# Andrzej Kłopotowski (wojskowy)
Andrzej Kłopotowski (ur. 8 września 1917, zm. 13 września 2004 w Gdyni) – polski oficer, w stanie spoczynku awansowany na komandora. Był morskim oficerem pokładowym niszczycieli i okrętów podwodnych. W czasie II wojny światowej dosłużył stanowiska dowódcy okrętu na ORP „Dzik” w ramach Polskich Sił Zbrojnych. Po wojnie pozostał na emigracji do 1990. Kawaler Orderu Wojennego Virtuti Militari i Orderu Odrodzenia Polski.

## Życiorys

### Młodość
Urodził się 8 września 1917 roku. Po zakończeniu I wojny światowej przybył wraz z rodziną do odrodzonej Polski. W 1935 roku ukończył Gimnazjum im. Stefana Żeromskiego w Warszawie.

### Służba wojskowa
15 listopada został przyjęty na Wydział Morski Szkoły Podchorążych Marynarki Wojennej w Toruniu. Podczas nauki odbył rejs szkolny na szkunerze ORP „Iskra” w rejon Azorów i Morza Śródziemnego (20 maja – 23 września 1936 roku). Szkołę ukończył z lokatą 18/22 i 15 października 1938 roku otrzymał promocję oficerską oraz stopień podporucznika marynarki. Następnie odbył kurs aplikacyjny dla podporuczników marynarki w Kadrze Floty, a 15 grudnia rozpoczął służbę jako oficer nawigacyjny okrętu szkolnego ORP „Wilia”. Od 3 lutego 1939 roku był dowódcą plutonu w morskim dywizjonie lotniczym w Pucku.
8 maja 1939 roku wyznaczono go II oficerem broni podwodnej ORP „Błyskawica” w dywizjonie niszczycieli w Gdyni. W dniach 30 sierpnia – 1 września tego roku na pokładzie „Błyskawicy” brał udział w realizacji Planu „Peking”, czyli ewakuacji trzech niszczycieli do Wielkiej Brytanii przed rozpoczęciem kampanii wrześniowej. Po przybyciu do Leith koło Edynburga „Błyskawica” rozpoczęła służbę patrolową wokół Wysp Brytyjskich. 9 września okręt wykonał jako pierwszy w II wojnie światowej atak na U-Boota. Na początku 1940 roku Andrzej Kłopotowski podpisał wraz z zastępcą dowódcy okrętu kpt. mar. Tadeuszem Gorazdowskim i innymi oficerami meldunek na pełniącego obowiązki dowódcę ORP „Błyskawica” kmdra ppor. Jerzego Umeckiego za nieudolne dowodzenie, w konsekwencji czego zarówno kmdr Umecki jak i kpt. Gorazdowski zostali zdjęci z okrętu. Od 23 kwietnia do 10 maja „Błyskawica” prowadziła skuteczny ostrzał pozycji niemieckich koło Narwiku, natomiast pod koniec maja brała udział w ewakuacji wojsk z Dunkierki, ratując uszkodzony brytyjski niszczyciel HMS „Greyhound” i załogę francuskiego niszczyciela „Sirocco”.

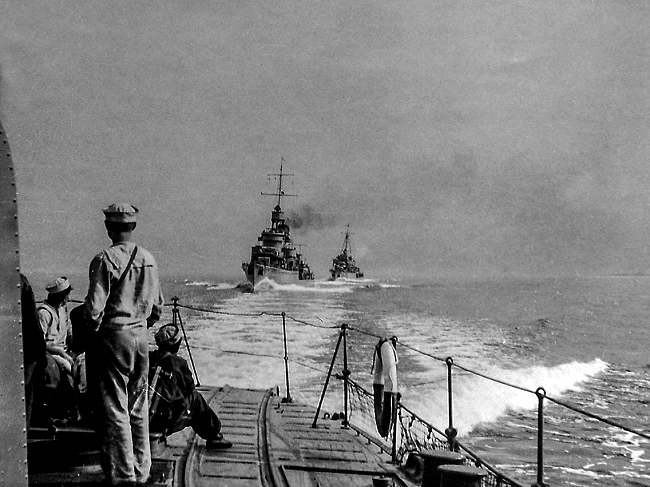
Dywizjon niszczycieli podczas realizacji Planu „Peking”. Widok z rufy ORP „Błyskawica” na OORP „Grom” i „Burza”.

W 1940 roku został na własną prośbę przeniesiony na okręty podwodne. W okresie 20 października 1940 roku – 1 stycznia 1941 roku był oficerem nawigacyjnym podwodnego stawiacza min ORP „Wilk”, po czym został oficerem broni podwodnej ORP „Sokół” w pierwszej załodze. Od 19 stycznia do 3 września pełnił obowiązki zastępcy dowódcy okrętu, a 3 maja otrzymał awans na porucznika marynarki. 28 marca „Sokół” rozpoczął służbę bojową, jednak pierwszy udany atak torpedowy miał miejsce dopiero siedem miesięcy później na Morzu Tyrreńskim. 31 marca 1942 roku por. mar. Andrzej Kłopotowski został lekko ranny w wyniku nalotu. Do momentu poważnego uszkodzenia przez lotnictwo w marcu 1942 na Malcie, „Sokół” zatopił na Morzu Śródziemnym dwie włoskie jednostki pływające. W trakcie remontu okrętu w Wielkiej Brytanii por. Kłopotowskiego skierowano 24 sierpnia na kurs dowódców okrętów podwodnych. Z dniem 12 grudnia 1942 roku objął funkcję zastępcy dowódcy okrętu w pierwszej załodze ORP „Dzik”. Na pokładzie „Dzika” uczestniczył w konwojach i patrolach śródziemnomorskich, Operacji Husky oraz blokadzie Zatoki Genueńskiej, operując z Gibraltaru, Algieru, Malty i Bejrutu. W listopadzie 1943 roku dowodził okrętem w trakcie patrolu na Morzu Egejskim.
Po przebazowaniu jednostki do Plymouth w dniach 19 marca – 8 kwietnia 1944 roku zdał obowiązki. 4 maja przeniesiono go do dyspozycji komendanta Szkoły Podchorążych Marynarki Wojennej kmdra por. Wojciecha Franckiego z przeznaczeniem na wykładowcę broni podwodnej. Od 6 stycznia 1945 roku był dowódcą ORP „Dzik”. Brał udział w patrolach na wodach Skagerraku i wokół Norwegii, a także w realizacji zadań szkoleniowych. 3 maja 1945 roku awansował do stopnia kapitana marynarki. 1 sierpnia 1946 roku, będąc ostatnim dowódcą przekazał „Dzika” Anglikom. Podczas jego całego pobytu na tym okręcie w latach 1942–1946 zatopiono lub uszkodzono łącznie 18 jednostek nieprzyjaciela, jednak żadnej, gdy nim dowodził.

### Okres powojenny

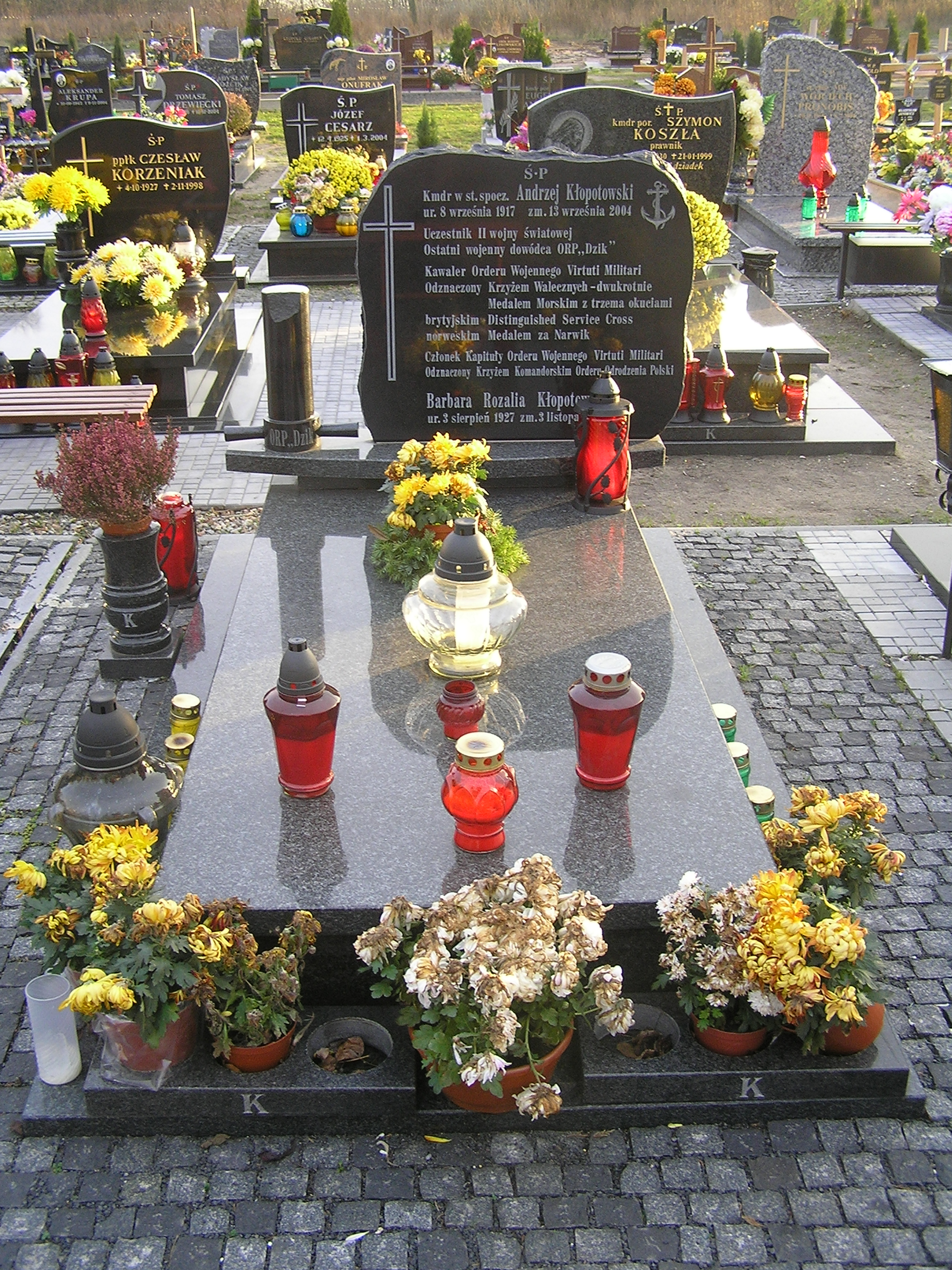
Grób kmdra Andrzeja Kłopotowskiego i jego żony Barbary na Cmentarzu Marynarki Wojennej

Podobnie jak większość polskich żołnierzy służących u boku aliantów, po zakończeniu II wojny światowej nie zdecydował się na powrót do Ojczyzny w obawie przed represjami stalinowskimi. Kiedy w 1947 roku ostatecznie rozwiązano Marynarkę Wojenną w ramach Polskich Sił Zbrojnych na Zachodzie, uzyskał zezwolenie na pobyt w Wielkiej Brytanii. W latach pięćdziesiątych prowadził wraz z kpt. mar. Zbigniewem Plezią i kpt. mar. Karolem Góralczykiem firmę handlową „K.G. Food”. Następnie przeniósł się na Maltę, gdzie pełnił funkcję eksperta rządu ds. kontaktów handlowych z Polską Rzecząpospolitą Ludową. Przez cały okres życia na emigracji kpt. mar. w st. spocz. Andrzej Kłopotowski działał w Stowarzyszeniu Marynarki Wojennej, od 1957 roku będąc jego dożywotnim członkiem. W 1959 roku wybrano go wiceprezesem tej organizacji. Brał udział w światowych zjazdach Stowarzyszenia w 1975 i 1981 roku oraz w ostatnim zjeździe w 1989 roku.
W 1990 roku powrócił z żoną Barbarą do Polski i związał się blisko ze środowiskiem marynarskim. Początkowo mieszkał w Warszawie, a w połowie lat dziewięćdziesiątych przeniósł się do Gdyni. Awansował kolejno od komandora podporucznika do komandora. 16 maja 1996 roku prezydent Aleksander Kwaśniewski powołał kmdra Kłopotowskiego w skład Kapituły Orderu Wojennego Virtuti Militari. Był również członkiem Zarządu Stowarzyszenia Oficerów Marynarki Wojennej Rzeczypospolitej Polskiej oraz członkiem honorowym Bractwa Okrętów Podwodnych. Zmarł 13 września 2004 roku w Gdyni. Został pochowany na Cmentarzu Marynarki Wojennej na Oksywiu.

## Odznaczenia
- Krzyż Srebrny Orderu Wojennego Virtuti Militari (18 sierpnia 1944)
- Krzyż Komandorski Orderu Odrodzenia Polski (24 stycznia 2002)
- Krzyż Walecznych – dwukrotnie (2 grudnia 1943, 3 marca 1944)
- Krzyż Wybitnej Służby (ang. Distinguished Service Cross, brytyjski, 28 lipca 1942 roku)
- Medal Morski (z trzema okuciami, kolejno w 1940, 1941, 1942 i 1943 roku)
- Medal za Narwik, właśc. Medal Uczestnictwa (nor. Deltagermedaljen, norweski, w 1945 roku)

## Twórczość
- Moja wojna. Wspomnienia ostatniego dowódcy ORP „Dzik”, Oficyna Wydawnicza Finna. Seria z Kotwiczką, Gdańsk 2002